# Praskov'ja Semënovna Ivanovskaja
Praskov'ja Semënovna Ivanovskaja, in russo Прасковья Semënovna Ивановская? (Sokovnino, 15 novembre 1852 – Poltava, 19 settembre 1935), è stata una rivoluzionaria russa, membro del Comitato esecutivo di Narodnaja Volja.

## Biografia
Nati nella famiglia povera di un pope di campagna e morta la madre in ancor giovane età, con il padre disinteressato ai propri figli, Praskov'ja e i suoi fratelli – Vasilij (1846), Aleksandra (1851), Evdokija (1855), Ivan (1859) e Petr (1863) – crebbero nella più completa libertà, imparando a badare a se stessi.
Con l'aiuto finanziario di Michail Bodisko (1903-1867), un ex decabrista proprietario terriero di Sokovnino e buon amico del padre, Praskov'ja e Aleksandra Ivanovskaja poterono frequentare il seminario femminile di Tula, « una chiusa istituzione a carattere monastico », dove scarsa era l'istruzione impartita come pure il vitto. In compenso, a Tula circolavano clandestinamente pubblicazioni populiste delle quali le ragazze vennero a conoscenza, grazie all'attività di alcuni giovani, tra i quali lo stesso fratello Vasilij, studente di medicina a Tula. L'attività fu scoperta dalla polizia ma non ci furono conseguenze per le studentesse.
Ottenuto il diploma di maestra, con la sorella Aleksandra Praskov'ja frequentò a Pietroburgo nel 1873 i cosiddetti corsi Alarčinskij, riservati alle donne e utili a ottenere il titolo di assistente medico, superando nel 1876 il relativo esame nel ginnasio di Carskoe Selo. L'iniziativa s'inseriva nel desiderio di emancipazione e d'indipendenza, e nella volontà di « andare al popolo », mettendo a disposizione dei miseri abitanti della campagna russa le proprie conoscenze e, insieme, compiendo un lavoro di propaganda e di agitazione politica.
A Mosca, dove era andata a visitare il fratello Vasilij, Praskov'ja conobbe una giovane da poco « tornata dal popolo », Marija Subbotina, che la invitò a stabilirsi a Odessa dalle sorelle Gorževskij, che erano in contatto con un gruppo populista. Lasciò Mosca portando con sé un carico di letteratura illegale e fermandosi brevemente nella casa paterna. Proprio in quei giorni, il fratello Vasilij veniva arrestato a Mosca. Le indagini portarono la polizia a Sokovnino, dove fu arrestato l'altro fratello Ivan, appena dopo la partenza di Praskov'ja per Odessa.

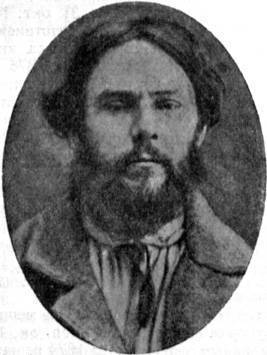
Innokentij Vološenko

Presso le Gorževskij incontrò Michail Ejtner, che la presentò al gruppo populista dei "bašencami", così chiamati perché avevano il loro ritrovo nella torre (bašnja) di una casa di Odessa. Tra di loro erano Grigorij Popko, Innokentij Vološenko, Fëdor Šerbin e altri. Quando seppe degli arresti dei suoi fratelli, Praskov'ja entrò in clandestinità, cosa che non le pregiudicò la possibilità di trovare un lavoro, prima in una fabbrica di cordami, a Odessa e poi, dalla primavera all'autunno del 1875, in un latifondo della provincia di Tauride. Più tardi volle imparare il mestiere di calzolaio e in questa occasione, a Nikolaev, conobbe le sorelle Levandovskaja e Solomon Vittenberg.
A Nikolaev seppe degli arresti, avvenuti a Mosca nel febbraio del 1876, dei fratelli Vasilij e Ivan, e delle sue due sorelle. Partì per Mosca per prendersi cura del fratello più giovane Pëtr, rimasto solo dopo l'arresto dei congiunti, e per tentare la liberazione di Vasilij, riuscita grazie all'opera di Jurij Bogdanovič, che il 13 gennaio 1877 riuscì a farlo fuggire dalla casa di detenzione di Mosca. Tornata a Odessa, prese parte ai falliti tentativi di liberazione di Ivan Koval'skij, condannato a morte il 5 agosto 1878. Nelle successive manifestazioni di protesta nelle quali la truppa sparò sulla folla uccidendo due dimostranti, anche Praskov'ja fu arrestata.
Rilasciata dopo tre mesi di carcere, espatriò per raggiungere in Romania il fratello Vasilij. Tornò in Russia nella primavera del 1880 ed entrò a far parte del Comitato esecutivo di Narodnaja Volja, stabilendosi in un appartamento clandestino sito a San Pietroburgo in via Podolsk 11 insieme con Nikolaj Kibal'čič e Ljudmila Terent’eva. Qui avvenivano gli incontri con i narodovol'cy provenienti dalle altre regioni russe e, grazie a una piccola tipografia, venivano stampati i proclami dell'organizzazione. Dal novembre 1880 al maggio 1881 Ivanovskaja, Terent'eva e Michail Gračevskij si trasferirono in un vicino appartamento al numero 41 di via Podolsk attrezzato esclusivamente per la stampa. In particolare vi fu stampata, dopo l'omicidio di Alessandro II, la famosa lettera del Comitato esecutivo indirizzata allo zar Alessandro III.
L'azione repressiva delle autorità colpì presto le file di Narodnaja Volja, particolarmente a Pietroburgo. Quando Terent'eva fu arrestata per strada il 13 maggio 1881, il covo di via Podolsk fu abbandonato e con gli altri superstiti anche Ivanovskaja si rifugiò a Mosca, dove fu allestita in un appartamento segreto una nuova tipografia. Nei primi mesi del 1882 la repressione raggiunse anche i narodovol'cy di Mosca: in febbraio furono arrestati Bulanov e Stefanovič, in marzo Bogdanovič, mentre Marija Ošanina riuscì a fuggire all'estero. Il Comitato esecutivo decise di riprendere la pubblicazione in un'altra città, e la scelta cadde su Riga. Insieme a Michail Čikoidze, Ivanovskaja doveva organizzarvi una nuova tipografia ma l'impresa fallì per l'arresto di Chikoidze, avvenuto il 2 maggio. Partita per Vicebsk per prendere contatto con altri compagni, il 25 settembre Praskov'ja vi fu arrestata con tutto il gruppo.
Tradotta a San Pietroburgo, vi fu imputata nel « processo dei 17 » al termine del quale, il 17 aprile 1883, fu condannata a morte, con pena commutata nei lavori forzati a vita. Dalla fortezza di Pietro e Paolo fu invita in Siberia, nel campo di lavoro di Kara dove, nel 1888, prese parte alle manifestazioni di protesta che si conclusero con il suicidio di sei detenuti. Commutata la pena nel confino, nel 1898 fu trasferita nel distretto di Barguzinskij, dove rimase quattro anni e vi sposò il compagno d'esilio Innokentij Vološenko, dal quale ebbe la figlia Nadežda, morta in tenera età. Trasferita a Čita nel 1902, l'anno dopo riuscì a fuggire in Svizzera.

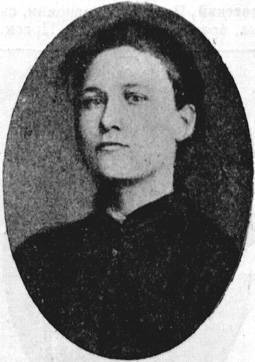
Evdokija Ivanovskaja

Aderì al Partito socialista rivoluzionario e fece parte della sua organizzazione di combattimento, appositamente costituita per preparare attentati contro le maggiori personalità del regime zarista. A questo scopo tornò in Russia e si stabilì sotto falso nome a Pietroburgo, in un appartamento di via Žukovskij 31 con Boris Savinkov, Dora Brilliant e Egor Sozonov, preparando l'attentato contro il ministro degli Interni Pleve, ucciso da Sozonov il 28 luglio 1904. Lasciò subito dopo la capitale, raggiungendo Odessa e da qui la Romania, dove fu ospite del fratello Vasilij; si stabilì poi a Ginevra.
Tornò a San Pietroburgo il 27 gennaio 1905, dopo la Domenica di sangue, come parte di un gruppo terroristico guidato da Maksimilian Švejcer che aveva nei suoi piani l'uccisione del governatore Dmitrij Trepov, del granduca Vladimir, del ministro degli Interni Bulygin, del vice ministro Durnovo e dello stesso zar Nicola II. Nessuno di questi piani fu portato a compimento, sia per la morte di Švejcer, rimasto ucciso il 26 febbraio nella sua camera d'albergo dall'esplosione della bomba che stava incautamente maneggiando, sia per la tempestiva delazione dei provocatori Azef e Tatarov, che il 16 marzo favorirono l'arresto di Praskov'ja Ivanovskaja e di altre 18 persone.
Rimase in carcere fino a novembre, quando fu liberata a seguito dell'amnistia concessa dal governo sotto la pressione della avvenimenti rivoluzionari. Da allora si tenne lontano dall'attività terroristica e visse a Poltava presso la sorella Evdokija, moglie dello scrittore Korolenko. Dopo la rivoluzione d'ottobre divenne membro della Società dei ex-detenuti ed esuli politici, lasciando numerose memorie su di sé e sul movimento rivoluzionario populista. Morì a Poltava il 19 settembre 1935.